# Borgo San Dalmazzo
Borgo San Dalmazzo (piemontiul: Ël Borgh San Dalmass) település Olaszországban, Piemont régióban, Cuneo megyében. Lakosainak száma 12 510 fő (2023. január 1.). Borgo San Dalmazzo Boves, Cuneo, Gaiola, Moiola, Roccasparvera, Roccavione, Valdieri, Vignolo és Limone Piemonte községekkel határos.

## Népesség
A település népessége az elmúlt években az alábbi módon változott:

| 2018 | 12 492 |
| 2023 | 12 510 |